# Sture Ohlin
Bo Sture Roland Ohlin (ur. 3 maja 1935 w Arjeplog, zm. 22 listopada 2023 w Malå) – szwedzki biathlonista, czterokrotny medalista mistrzostw świata.

## Kariera
Na rozgrywanych w 1958 roku mistrzostwach świata w Saalfelden został pierwszym w historii mistrzem świata w sztafecie. W konkurencji tej startował razem z Olle Gunneriussonem, Adolfem Wiklundem i Svenem Nilssonem. Na tej samej imprezie był też czwarty w biegu indywidualnym, przegrywając walkę o podium z Wiktorem Butakowem z ZSRR. Podczas mistrzostw świata w Courmayeur rok później wspólnie ze Svenem Agge i Olle Gunneriussonem zajął drugie miejsce w sztafecie. Ponadto zdobywał też brązowe medale w sztafecie na mistrzostwach świata w Garmisch-Partenkirchen w 1966 roku i rozgrywanych rok później mistrzostwach świata w Altenbergu. W międzyczasie wystartował na igrzyskach olimpijskich w Innsbrucku w 1964 roku, gdzie w biegu indywidualnym zajął 12. pozycję.

## Osiągnięcia

### Igrzyska olimpijskie
| Rok  | Miejscowość | Konkurencje | Konkurencje | Konkurencje | Konkurencje | Konkurencje | Konkurencje | Konkurencje |
| Rok  | Miejscowość | IN          | SP          | PU          | MS          | RL          | MR          | SR          |
| ---- | ----------- | ----------- | ----------- | ----------- | ----------- | ----------- | ----------- | ----------- |
| 1964 | Innsbruck   | 12.         | nd.         | nd.         | nd.         | nd.         | nd.         | –           |

### Mistrzostwa świata
| Rok  | Miejscowość            | Konkurencje | Konkurencje | Konkurencje | Konkurencje | Konkurencje | Konkurencje | Konkurencje |
| Rok  | Miejscowość            | IN          | SP          | PU          | MS          | RL          | MR          | SR          |
| ---- | ---------------------- | ----------- | ----------- | ----------- | ----------- | ----------- | ----------- | ----------- |
| 1958 | Saalfelden             | 4.          | nd.         | nd.         | nd.         | 1.          | nd.         | –           |
| 1959 | Courmayeur             | 12.         | nd.         | nd.         | nd.         | 2.          | nd.         | –           |
| 1962 | Hämeenlinna            | 7.          | nd.         | nd.         | nd.         | 4.          | nd.         | –           |
| 1966 | Garmisch-Partenkirchen | 9.          | nd.         | nd.         | nd.         | 3.          | nd.         | –           |
| 1967 | Altenberg              | –           | nd.         | nd.         | nd.         | 3.          | nd.         | –           |